# 橋本真一
橋本 真一（はしもと しんいち、1989年10月9日 - ）は、日本の俳優、声優、ミュージシャン（ギタリスト）。ロックバンド・GYROAXIAのメンバー。
大阪府出身。マナセプロダクションを経てフリー。関西学院大学社会学部卒業。身長170cm、体重55kg、靴のサイズは26.0cm。

## 略歴
ワタナベエンターテイメントカレッジ在籍中に、ドキュメントバラエティ番組『青春!イモトの門』のレギュラー出演者に選ばれ、2011年3月の同校卒業までの密着ドキュメントが放送された（その間に大学を1年間休学している）。同年6月に芸能事務所マナセプロダクションへの所属が決まる。
2011年12月より舞台『ミュージカル・テニスの王子様2ndシーズン』に出演。2012年に舞台『合唱ブラボー!』にて初座長を務めた。以後舞台を中心に活動し、映像作品にも出演。2016年に『ソングドリーマーズ☆』で映画初主演を、オフブロードウェイ・ミュージカル『bare』で本格ミュージカル出演を果たす。
2018年には『救命戦士シェルブレイブ』で特撮ドラマ初出演（主演）を務め、特撮ヒーローになる夢を叶えた。同年の『極道めし』で連続テレビドラマ初レギュラー出演。
2016年から2019年の間、舞台と映画で描かれる『メサイア』シリーズの「刻シリーズ」全7作に出演する。
2019年からはメディアミックス作品『ARGONAVISプロジェクト』のキャストに抜擢され声優デビュー。また、連動するバンド「GYROAXIA」のリードギター担当としての活動を開始した。
2020年8月31日をもって契約期間満了によりマナセプロダクションを退所し、2025年現在はフリーで活動している。
2022年2月23日、ミニアルバム『Freestyle』がユニバーサルミュージック内Virgin Musicからリリースされ、GYROAXIAのギタリストとしてメジャーデビュー。
2024年、俳優仲間の輝山立と共に自らが主導となる作品作りを始める。のちに「橋本輝山プロデュース」の名がつくこの企画は2024年4月の『銀河鉄道の夜を、また』以降公演を重ね、共同プロデュースに加えて第2回からは正式に共同演出も務めるようになる。
2025年2月18日、声帯ポリープの手術を受けるため、出演が予定されていた舞台『9 R.I.P.』を降板することを発表した。リハビリ後の同年4月にGYROAXIAのライブ、5月に舞台に復帰している。

## 人物
評価 
- 周囲からは「すごくいいヤツ」と言われていたり[9]、「とことん向き合う力がすごい」「一緒にいると自然とまっすぐな気持ちになる」と評価されている[10]。
- ミュージカルに多数出演するなど歌唱力に定評がある。

 特質・スキル 
- 眼鏡をかけた役を多く演じているが、本人は視力が良い[11]ため、すべて伊達眼鏡である。
- 自ら作詞作曲したオリジナル曲を数曲持ち、イベントなどで披露している。そのうちの一つ『ハッピーバースデー』は、ミュージカル「Happy birthday to you」（東京ミュージカルマーケット）、音楽朗読劇「夜明けの空を君に」（橋本輝山プロデュース）の2作品の原案となった（ともに2025年上演）。
- BUMP OF CHICKENのファンで、その憧れから学生時代にアコースティックギターを始めた[12]。

 家族関連 
- 姉が一人いる[13]。
- 15歳のときに父を病気で亡くしており、その後女手一つで育ててくれた母を「偉大」と尊敬している[14]。
- 「父の生前の両親の夢でありその後の母の夢でもあった『子供たちが独り立ちしたらカフェをやりたい』という夢を、自分が俳優業で成功して叶えてあげたい」という夢を20歳の上京時から持ち続け、公言もしていた[15]。2025年7月2日、15年越しに開店資金が貯まり母のカフェをオープンすることができたことをXで報告し、応援してくれた人に向けて感謝の言葉を伝えた[16]。

 GYROAXIA関連 
- プロジェクトにはオーディションにより参加[17][18]。アコースティックギターの経験はあったが、エレキギターはGYROAXIAへの参加をきっかけに本格的に取り組み始めた[19]。練習量が人一倍多く、舞台の地方公演にもギターを持って行き現地で練習している。現在では弓を使ったボウイング奏法での演奏を披露するなど、高度なテクニックも身につけている[20]。
- メンバーの仲が非常に良く[21]、よくプライベートでも遊んだり、お互いが主催するライブ・イベント・朗読劇などにゲスト出演している。

## 出演

### ドラマ
- 理想の息子 第8話（2012年3月3日、日本テレビ） - 生徒 役
- 土曜ワイド劇場「逆転報道の女 NEWS4」（2014年11月22日、テレビ朝日） - 小峰悠人 役
- セレンディピティ物語〜新しい自分に出会う旅〜 岡山-神戸編（2015年12月19日ほか、毎日放送） - 荻野瞬 役
- 月曜名作劇場「みなと署落とし物係 秘密捜査官 危険な二人」（2017年3月6日、TBSテレビ） - 氷上健 役
- 救命戦士シェルブレイブ（2018年1月6日 - 27日、チバテレ / GYAO! / ニコニコ生放送） - 主演・天竜マモル / シェルブレイブ 役
  - 救命戦士シェルブレイブ2（2018年7月7日 - 8月25日、チバテレ / GYAO! / ニコニコ生放送）
- 連続ドラマJ 極道めし（2018年7月14日 - 9月22日、BSジャパン / 10月9日 - 12月12日、テレビ東京） - 野村孝治 役（レギュラー） / 郷田真子 役（7話）[22]
- ブレイブフォース（2018年9月1日 - 29日、チバテレ / GYAO! / ニコニコ生放送） - シェルブレイブ 役（声の出演）
- 土曜ドラマ9「サイレント・ヴォイス 行動心理捜査官・楯岡絵麻」 第5話（2018年11月3日 、BSテレ東 / 2020年5月29日、テレビ東京） - 三輪次郎 役
- 土曜ドラマ9「W県警の悲劇」第7話（2019年9月14日 、BSテレ東） - 畠山 役
- 逃げた花嫁 before the stage（2021年11月20日配信開始、全4話） - ショーゴ 役

### バラエティ
- 青春!イモトの門（2010年11月 - 2011年3月、BSフジ） - レギュラー

### 映画（実写）
- テコンドー魂〜Rebirth〜（2014年2月15日公開） - 相田隆盛 役[23]
- ソングドリーマーズ☆（2016年1月9日公開） - 主演・清澄誠司 役[24]
- メサイア外伝 -極夜 Polar night-（2017年6月17日公開） - 小暮洵 役[25]
- 劇場版ほんとうにあった怖い話2017（2017年9月16日公開） - 彰人 役[26]
- 9 〜ナイン〜（2018年2月17日公開） - 春田博文 役（友情出演）[27]
- メサイア -幻夜乃刻-（2018年11月17日公開） - 小暮洵 役[28]

### 舞台
※劇場については記載がない限り東京都内。役のまま出演するライブを含む。
- D-BOYS STAGE「ラストゲーム〜最後の早慶戦〜」（2010年8月 - 9月、青山劇場（東京）・シアターBRAVA!（大阪）） - アンサンブル（慶応野球部員・応援団員 役）
- 劇団POP69旗揚げ公演（2010年11月28日、ワタナベエンターテイメントカレッジA館5階ライブシアター）
- ミュージカル・テニスの王子様2ndシーズン - 樹希彦 役
  - ミュージカル『テニスの王子様』青学vs六角（2011年12月 - 2月、日本青年館（東京）・大阪メルパルクホール（大阪）・名鉄ホール（名古屋）・キャナルシティ（福岡）・TOKYO DOME CITY HALL（東京））
  - ミュージカル『テニスの王子様』青学vs立海（2012年7月 - 9月、TOKYO DOME CITY HALL（東京）・福岡サンパレス（福岡）・大阪メルパルクホール（大阪）・名取市文化会館（仙台）・日本特殊陶業市民会館 ビレッジホール（名古屋）・TOKYO DOME CITY HALL（東京））
  - ミュージカル『テニスの王子様』コンサート SEIGAKU Farewell Party（2012年10月、TOKYO DOME CITY HALL）
  - ミュージカル『テニスの王子様』10周年記念コンサート Dream Live 2013 〜The 10th anniversary Special Edition〜（2013年5月、横浜アリーナ（神奈川）・神戸ワールド記念ホール（兵庫））
  - ミュージカル『テニスの王子様』コンサート Dream Live2014（2014年11月、さいたまスーパーアリーナ（埼玉）・神戸ワールド記念ホール（兵庫））
- 合唱ブラボー! - 主演・高橋風太 役
  - 合唱ブラボー!（2012年4月、CBGKシブゲキ!!）
    - 合唱ブラボー！〜夏合宿2012〜（2012年8月、CBGKシブゲキ!!）

  - 合唱ブラボー! 〜ブラボー大作戦〜（2013年6月、CBGKシブゲキ!!）
    - 勝手に！ドルフェス2013（2013年10月6日、品川プリンスホテル ステラボール）
- 30-DELUX「イエロー」（2012年11月 - 12月、新国立劇場小劇場（東京）・大阪ビジネスパーク円形ホール（大阪）・愛知県芸術劇場小ホール（愛知）） - ホンタイジ 役
- 9 -ナイン-（2013年3月、紀伊國屋サザンシアター（東京）・新神戸オリエンタル劇場（兵庫）） - 主演・春田博文 役
- RADIO KILLED THE RADIO STAR（2013年6月 - 7月、俳優座劇場） - チームブラボー（声の出演）
- 劇団TEAM-ODAC「猫と犬と約束の燈」（2013年7月、紀伊國屋ホール） - 犬太 役
- プリズンBLITZ 〜脱獄と解明のタイムリミット（2013年9月、赤坂BLITZ） - 主演・キノ和馬 役
- 異聞 天狼伝 〜會津新撰組残党記〜（2013年9月13日、全労済ホール／スペース・ゼロ） - 斎藤一 役（日替わりゲスト）
- 華アワセ（2014年1月、天王洲 銀河劇場） - 紫苑 役
- 劇団TEAM-ODAC「真っ白な図面とタイムマシン」（2014年3月、青山円形劇場） - 梶山壮太 役
- ツラヌキ怪賊団「みんなのうた」（2014年9月、池袋シアターグリーン BIG TREE THEATER） - アキラ 役
- 劇団ピープルパープル「AGAIN!」（2014年12月、HEP HALL（大阪）） - 主演・燦太 役
- ソングドリーマーズ☆（2015年5月、上野ストアハウス） - 主演・清澄誠司 役
  - ソングドリーマーズLIVE☆（2015年10月、恵比寿CreAto）
- 劇団TEAM-ODAC「ダルマ」（2015年6月、紀伊國屋ホール） - ユキノ 役
- 方南ぐみ「あたっくNo.1」（2015年8月、CBGKシブゲキ!!） - 北吾一少尉 役
- 舞台 遙かなる時空の中で6 - コハク 役
  - 舞台 遙かなる時空の中で6（2015年11月 - 12月、全労済ホール／スペース・ゼロ）[29]
  - 舞台 遙かなる時空の中で6 幻燈ロンド（2017年5月、全労済ホール／スペース・ゼロ）[30]
- 「終わりのセラフ」The Musical（2016年2月、AiiA 2.5 Theater Tokyo） - 早乙女与一 役[31]
- InnocentSphere「悪党」（2016年4月、座・高円寺1） - 矢島望 役
- オフブロードウェイ・ミュージカル「bare」（2016年6月 - 7月、シアターサンモール） - ピーター 役[32]
- ROCK MUSICAL BLEACH〜もうひとつの地上〜（2016年7月 - 8月、AiiA 2.5 Theater Tokyo（東京）・京都劇場（京都）） - 山田花太郎 役[33]
- ミュージカル座「RANGER」（2016年10月、IMAホール） - 主演・山田創（星風凉） 役
- ミュージカル座 ブロードウェイ・ミュージカル「スペリング・ビー」（2016年12月、六行会ホール） - チップ・トレンティーノ／ジーザス 役
- 舞台版「ロードス島戦記 灰色の魔女」（2017年1月、紀伊國屋サザンシアター TAKASHIMAYA） - ホワイト 役[34]
- メサイア - 小暮洵 役
  - プロローグ「メサイア -暁乃刻-」（2016年9月18日、ニッショーホール、「メサイア-宵宮乃刻-」イベント内で上演の短編劇）
  - メサイア -暁乃刻-（2017年2月、サンシャイン劇場（東京）・森ノ宮ピロティホール（大阪））[35]
  - メサイア -悠久乃刻-（2017年8月 - 9月、天王洲 銀河劇場（東京）・サンケイホールブリーゼ（大阪））[36]
  - メサイア -月詠乃刻-（2018年4月、シアターGロッソ（東京）・メルパルクホール（大阪））[37]
  - メサイア トワイライト -黄昏の荒野-（2019年2月 - 3月、池袋サンシャイン劇場（東京）・メルパルクホール（大阪））[38]
  - メサイア -黎明乃刻-（2019年9月、シアターGロッソ（東京）・メルパルクホール（大阪）・なかのZERO 大ホール（東京凱旋）） - Ｗ主演[39]
- 方南ぐみ「あたっくNo.1」（2017年6月、博品館劇場） - 古瀬繁道中尉 役[40]
- 爆走おとな小学生「勇者セイヤンの物語（真）」（2017年7月、CBGKシブゲキ!!） - ユウシャン 役[41]
- ミュージカル「デパート！」（2017年11月、三越劇場） - ピート 役[42]
- ヤツルギアクションショー（2017年11月25日、アリオ市原 サンシャインコート（千葉）） - 天竜マモル（シェルブレイブ） 役
- ミュージカル座「RANGER」（2017年12月、IMAホール） - 主演・山田創（星風凉） 役 [43]
- イケメン革命◆アリスと恋の魔法 THE STAGE Episode 黒のエース フェンリル＝ゴッドスピード（2018年1月、博品館劇場） - シリウス=オズワルド 役[44]
- ギャング アワー（2018年3月、赤坂RED/THEATER） - 大崎 役[45]
- ヤツルギアクションショー（2018年5月5日、イオン稲毛店 GFフードコート特設会場（千葉）） - 天竜マモル（シェルブレイブ） 役
- TOURS ミュージカル「赤毛のアン」（2018年8月、メルパルク東京ほか全国（北海道、宮城、福岡、広島、大阪、東京、埼玉、愛知）） - ギルバート・ブライス 役[46]
- S-LIVE一人芝居（2018年9月2日、天王洲アイルKIWA、「S-LIVE vol.1」イベント内にて上演） ※一人芝居
- ミュージカル座 ブロードウェイ・ミュージカル「GODSPELL - カミノミコトバ -」（2018年9月 - 10月、六行会ホール） - 主演・ジーザス 役[22]
- 「ボクとママと発達障がい」 / 「ヘルプマークのトリセツ」（2018年10月、新宿シアターモリエール） - 並木ヒカル 役 （「ヘルプマークのトリセツ」主演）[47]
- 爆走おとな小学生「ヤキソバチルドレン」（2018年12月、新宿村LIVE） - 裕司 役
  - 爆走おとな小学生「2019年カウントダウン特別LIVE」（2018年12月31日 - 2019年1月1日、新宿村LIVE）
- フォトシネマ朗読劇「最果てリストランテ」（2019年1月、浜離宮朝日ホール・小ホール） - 純平、宮田、和夫、直人 役[48]
- フォトシネマ朗読劇「HARAJUKU〜天使がくれた七日間〜」（2019年3月、大阪市立芸術創造館（大阪）） - 天使（翼） 役
- 僕のヒーローアカデミア - 青山優雅 役
  - 『僕のヒーローアカデミア』The “Ultra” Stage（2019年4月、天王洲 銀河劇場（東京）・サンケイホールブリーゼ（大阪））[49]
  - 『僕のヒーローアカデミア』The “Ultra” Stage 本物の英雄（ヒーロー）（2020年3月 - 4月予定、品川プリンスホテル ステラボール（東京）・梅田芸術劇場 シアター･ドラマシティ（大阪））[50] ※一部公演中止 [51]
  - 『僕のヒーローアカデミア』The “Ultra” Live（2020年7月予定、TOKYO DOME CITY HALL）[52] ※公演延期[51]
  - 『僕のヒーローアカデミア』The “Ultra” Stage 本物の英雄 PLUS ULTRA ver.（2020年7月予定、TOKYO DOME CITY HALL）[53] ※公演延期[51]
  - 『僕のヒーローアカデミア』The “Ultra” Stage 本物の英雄 PLUS ULTRA ver.（2021年12月、TOKYO DOME CITY HALL（東京）、京都劇場（京都））[54] ※兼役：プロヒーロー
  - 『僕のヒーローアカデミア』The “Ultra” Stage 平和の象徴（2022年4月 - 5月、KAAT神奈川芸術劇場（神奈川）、メルパルクホール（大阪）、TOKYO DOME CITY HALL（東京））[55] ※兼役：ドンキ店長
  - 『僕のヒーローアカデミア』The “Ultra” Stage 最高のヒーロー（2023年4月 - 5月、天王洲 銀河劇場（東京）、AiiA 2.5 Theater Kobe（兵庫）、日本青年館ホール（東京凱旋））[56]
- フォトシネマ朗読劇「天使がいた三十日」（2019年5月、TOKYO FM HALL） - 主演・日吉友哉 役 / 須川啓輔 役（日替わり）[57]
- 朗読劇「あの日の夕空」（2019年6月29日、アレイホール、「S-LIVE by SEチャンネル」イベント内で上演） - ハルキ 役 ※二人芝居。脚本も務める。
- フォトシネマ朗読劇「HARAJUKU〜天使がくれた七日間〜」（2019年7月、労音大久保会館 R'sアートコート） - 天使（翼） 役
- Living Room MUSICAL スターのいるレストラン vol.10 7月のSMILE アルプスの少女ゴリとハイパーステージな店員たち（2019年7月、eplus LIVING ROOM CAFE & DINING）
- ロンドンコメディ『Run For Your Wife』（2019年版）（2019年7月31日、三越劇場） - 新聞記者 役（日替わりゲスト）
- 朗読劇「あの日の夕空」（2019年10月5日、A&Hホール（大阪）、「橋本真一 30th BIRTHDAYイベント「the Last to the First」」イベント内で上演） - ハルキ 役 ※二人芝居。脚本も務める
- 舞台『ピオフィオーレの晩鐘〜運命の白百合〜』（2019年10月、シアターサンモール） - ニコラ・フランチェスカ 役[58]
- ミュージカル座 ブロードウェイ・ミュージカル「GODSPELL」（2019年11月 - 12月、六行会ホール） - 主演・ジーザス 役[59]
- 爆走おとな小学生「勇者セイヤンの物語（真）」（2019年12月、近鉄アート館（大阪）） - ユウシャン 役（東京・大阪のうち大阪公演に出演）
- リアルファイティング『はじめの一歩』The Glorious Stage!!（2020年1月 - 2月、品川プリンスホテル ステラボール） - 速水龍一 役[60]
- オンライン朗読劇「それぞれの運命」（2020年5月 - 6月、Zoomによるリモート生配信） - 侑/蘭/心 役（日替わり）
- リーディングドラマ「シスター」（2020年5月予定、新宿角座 ※公演中止[51] → 2020年6月映像収録・7月配信） - 弟 役[61] ※二人芝居
- オンライン演劇「最果てリストランテ」（2020年6月25日、無観客生配信） - 野村純平 役
- 江戸川乱歩作品NEO朗読劇『心理試験』（2020年8月予定、労音大久保会館 Rʼsアートコート） - 蕗屋清一郎 役 ※公演中止[51]
- オンライン朗読劇vol.3「JUST KEEP GOING」（2020年8月、Zoomによるリモート生配信） - マキ / ジン 役（日替わり）[62]
- 5 Guys Shakespeare Act1:［HAMLET］（2020年11月30日、品川プリンスホテル ステラボール） - レアティーズ、オフィーリア、クローディアス、ガートルード、先王 役 など[63]
- 朗読劇「Five senses〜五感〜」（2020年11月、eplus LIVING ROOM CAFE&DINING） - 「手ぶくろを買いに」帽子屋、「耳なし芳一」武士、「風立ちぬ」私 役[64]
- 配信朗読劇「Candle Story」（2020年12月、無観客生配信） - 圭冴 役[65]
- 朗読劇『伊賀の花嫁』冬の陣2021 言いわけ編 「あの空を忘れない」（2021年1月予定、シアターサンモール） ※公演中止[51]）
- Reading Cinema × 2021 Winter Special THE BUTTERFLY EFFECT CHRONICLE <Spiral> 艶やかに回転する夜－（2021年1月30日、新宿文化センター 小ホール） - エリクサー 役 ※二人芝居
- ARGONAVIS from BanG Dream! → from ARGONAVIS - 里塚賢汰 役 ※ライブについては音楽活動の欄に記載
  - ナビ初め生朗読劇（2021年1月9日、オンラインイベント「ARGONAVIS AAside New Year生放送“ナビ初め”ONLINE」内で上演）
  - ARGONAVIS the Live Stage（2021年6月、東京建物 Brillia HALL（豊島区立芸術文化劇場）（東京）、AiiA 2.5 Theater Kobe（兵庫）） ※一部公演中止[51]）[66]
  - ナビハロ！スペシャル朗読劇（2021年10月15日、科学技術館 サイエンスホール、「ナビハロ！ -GYROAXIA Halloween Party-」イベント内で上演）
  - ナビバ―サリー4th朗読劇（2022年5月14日、TOKYO DOME CITY HALL、「ARGONAVIS 4th NAVIVERSARY EVENT -CHEMISTRY-」イベント内で上演） ※声の出演
  - ARGONAVIS the Live Stage2 〜目醒めの王者と恒星のプログレス〜（2023年2月、東京建物 Brillia HALL（豊島区立芸術文化劇場）（東京）、AiiA 2.5 Theater Kobe（兵庫）） - 里塚賢汰 役[67]
- 朗読劇「命のバトン2021」（2021年2月、労音大久保会館 R'sアートコート） - 主演・生田英雄 役[68]
- ミュージカル「ラヴ」（2021年3月、六行会ホール） - ハリー 役[69]
- 朗読劇『幸せのカタチ』（2021年4月、労音大久保会館、R'sアートコート） - 主演・成治 役[70]
- 夏の夜の夢（2021年5月 - 6月予定、六行会ホール（東京）、メイシアター 中ホール（大阪）） - ディミートリアス 役 [71] ※公演延期[51]
- 少年社中「DROP」（2021年9月、紀伊國屋ホール）[72] - SPHERE 役
- Reading Cinema × 2021 Winter Special THE BUTTERFLY EFFECT CHRONICLE 艶やかに回転する夜－（2021年10月23日、シダックスカルチャーホール） - レイス 役 ※二人芝居
- あんさんぶるスターズ！ - 七種茨 役
  - 『あんさんぶるスターズ！THE STAGE』-Track to Miracle-（2022年2月 - 3月、日本青年館ホール（東京）、AiiA 2.5 Theater Kobe（神戸））[73]
  - 『あんさんぶるスターズ！THE STAGE』-Witness of Miracle-（2022年10月 - 11月、品川プリンスホテル ステラボール（東京）、京都劇場（京都）、COOL JAPAN PARK OSAKA WWホール（大阪））[74]
  - 『あんさんぶるスターズ！THE STAGE』-Party Live-（2023年3月、ぴあアリーナMM（神奈川）） [75]
  - 劇団『ドラマティカ』ACT3／カラ降るワンダフル！（2023年10月 - 11月、品川プリンスホテル ステラボール（東京）・サンケイホールブリーゼ（大阪）・キャナルシティ劇場（福岡））[76]
- 埋葬は三日月の朝をくちずさむ（2022年5月、北千住BOuY） - 主演・ビツリス 役[77]
- 劇団おぼんろ「瓶詰めの海は寝室でリュズタンの夢をうたった」（2022年8月、Mixalive TOKYO Theater Mixa） - クラゲ（キヨ） 役[78]
- 舞台『Wizards Storia-cadere』（2022年12月、羽生市産業文化ホール（埼玉）） - 主演・ウィルズ 役[79]
- 狂音文奏楽「文豪メランコリー」（2023年6月 - 7月、六行会ホール） - 芥川龍之介 役[80]
- ロンドンコメディ『Run For Your Wife』（2023年版）（2023年7月17日、あうるすぽっと（豊島区立舞台芸術交流センター）） - 新聞記者 役（日替わりゲスト）[81]
- キミに贈る朗読会「僕らは風に吹かれて」（2023年7月、MsmileBOX渋谷） - 主演・湊 役
- 配信朗読劇「ours」（2024年11月1日配信開始） ※一人芝居。共同演出も務める
- 劇団アレン座「舞台『HIDEYOSH』」（2023年12月、シアターサンモール） - 村井優斗 役[82]
- タクラボ「舞台『WHAT A WONDERFUL LIFE!』 ―素晴らしきかな 人生―」（2024年1月、シアターサンモール） - 桑山 役[83]
- 少年社中 25周年記念ファイナル 第42回公演「テンペスト」（2024年1月19日、サンシャイン劇場） - 鬼瓦左近 役（日替わりゲスト）[84]
- おぶちゃ7周年記念公演「Joie!」（2024年2月、東京芸術劇場 シアターウエスト） - 主演・須永小次郎 役[85]
- キミに贈る朗読会「藍色ノスタルジー vol.5」（2024年2月、MsmileBOX渋谷） - ミドリ 役[86]
- 青山オペレッタ THE STAGE 〜メッザ・ルーナ / 光と影〜（2024年3月、シアター1010） - 主演・南雲朝斗 役[87]
  - 朗読劇「ウェルカム・トゥ・AOYAMA」「ピエナVSファルチェ」「スナックメイちゃん パート2」（2024年7月14日、よみうり大手町ホール、青山オペレッタ ファンフェスタ2024で上演）
- 橋本輝山プロデュース ※橋本真一と輝山立で共同プロデュースする作品
  - 音楽朗読劇「銀河鉄道の夜を、また」（2024年4月、雷5656会館） - 出演：宙／岳 役（回替わり）
  - 音楽朗読劇「銀河鉄道の夜を、また」-2025-（2025年2月、上野ストアハウス） - 演出・出演：岳／宙／語り 役（回替わり）[88]
  - 音楽朗読劇「夜明けの空を君に」（2025年7月、劇場MOMO） - 原案・演出・出演：HARU／野崎／ハルキ／ショウジ（回替わり）
  - 音楽朗読劇「夜明けの空を君に」（再演）（2026年2月予定、上野ストアハウス）
- 舞台「魔法使いの約束」 - ムル 役
  - 舞台「魔法使いの約束」エチュードシリーズ Part1（2024年6月、天王洲 銀河劇場（東京）、SkyシアターMBS（大阪））[89]
  - 舞台「魔法使いの約束」オーケストラ音楽祭〜main story〜（2024年6月、立川ステージガーデン）
  - 舞台「魔法使いの約束」エチュードシリーズ Part2（2024年11月 - 12月、天王洲 銀河劇場（東京）、SkyシアターMBS（大阪））[90]
  - 舞台「魔法使いの約束」オーケストラ音楽祭〜series collection〜（2024年12月、立川ステージガーデン）
  - 舞台「魔法使いの約束」きみに花を、空に魔法を 前編（2025年9月 - 10月予定、天王洲 銀河劇場（東京）、箕面市立文化芸能劇場 大ホール（大阪））[91]
  - 舞台「魔法使いの約束」きみに花を、空に魔法を 後編（2026年予定）[91]
- コブクロ JUKE BOX reading musical “FAMILY”（2024年7月21日、紀伊國屋サザンシアター TAKASHIMAYA） - 男2 役 ※二人芝居[92]
- 舞台「夢職人と忘れじの黒い妖精」（2024年8月、シアターH） - ナナシ 役[93][94]
- 爆走おとな小学生「朗読劇『初等教育ロイヤル』」（2024年8月、こくみん共済 coop ホール／スペース・ゼロ） - 主演・あきよし 役
- 朗読劇「学園デスパネル2024」（2024年8月、座・高円寺2） - 主演・長瀬 役
- 30-DELUX「イエロー2024」（2024年9月 - 10月、シアターグリーン BIG TREE THEATER（東京）、扇町ミュージアムキューブ CUBE01（大阪）） - 主演・水戸光圀 役[95]
- ムケイチョウコク×文喫「幻惑するリテラチュア」 イマーシブシアター『明晰夢』（2024年10月、文喫 六本木） - コトノハ「たましい」 役（週替わりゲスト）
- 舞台タメ劇 vol.1「タイムカプセル Bye Bye Days」（2025年1月10日・12日、紀伊國屋ホール） - はるちん（春田里志） 役（日替わりゲスト）[96][97]
- 舞台「末原拓馬奇譚庫」（2025年1月、Mixalive TOKYO Theater Mixa） - 主演・訪庫者 役[98]
- 方南ぐみ企画公演 朗読劇「青空」（2025年2月1日、俳優座劇場） - 大和 役
- 舞台「9 R.I.P.」（2025年3月予定、こくみん共済 coop ホール／スペース・ゼロ） - 香羊 役 ※喉の不調及び手術のため降板[99]
- ミュージカル「憂国のモリアーティ」大英帝国の醜聞 Reprise（2025年5月 - 6月、シアターH（東京）、京都劇場（京都）、天王洲 銀河劇場（東京）） - ジョン・H・ワトソン 役[100]
- 舞台『葬列の王』（2025年7月、こくみん共済 coop ホール／スペース‧ゼロ） - 主演・フランツ 役[101]
  - 「王ステ THE LIVE 2026」（2026年3月予定、IMAホール）
- 舞台『ジョーカー・ゲームIII』（2025年11月予定、天王洲 銀河劇場） - 田崎 役[102][103]
- 劇団アレン座プロデュース『TOU -REBUILD-』 （2026年1月予定、IMAホール）[104]

### CM
- 資生堂「マキアージュ」（2010年、ウェブCM）

### ミュージックビデオ
- ナノ『Star light, Star bright』（2018年11月21日、フライングドッグ）[105] - コウキ 役
- GYROAXIA『Freestyle』（2022年2月9日、Virgin Music）[106]

### アニメ
- テレビアニメ「アルゴナビス from BanG Dream!」（2020年4月11日 - 7月4日） - 里塚賢汰 役（4話以降レギュラー）[107]
- 劇場版アルゴナビス 流星のオブリガート（2021年11月19日公開） - 里塚賢汰 役[108]
- 劇場版アルゴナビス AXIA（2023年3月24日公開） - 里塚賢汰 役[109]

### ゲーム
- ゲームアプリ「アルゴナビス from BanG Dream! AAside」（2021年1月14日 - 2022年1月31日配信） - 里塚賢汰 役（声優）[107]
- ゲームアプリ「戦国 A LIVE」（2023年6月14日 - 2024年10月25日配信） - 明智光秀 役（声優）[110] ※ゲームアプリ配信終了後、ストーリー部分はPipmeyアプリへ移行

- ゲームアプリ「アルゴナビス -キミが見たステージへ-」（2024年2月7日 - 11月30日配信） - 里塚賢汰 役（声優）[111]

### ボイスドラマ
- ARGONAVIS from BanG Dream! - 里塚賢汰 役
  - ARGONAVIS 2nd LIVE「VOICE -星空の下の約束-」 幕間ボイスドラマ（2019年12月5日上映）
  - ARGONAVIS 2nd LIVE 終了後ボイスドラマ（2019年12月5日配信）
  - アルゴナビス from BanG Dream! AAside スペシャルボイスドラマ -GYROAXIA- #0（2019年12月31日配信）
  - 「VOICE/MANIFESTO」発売直前ボイスドラマ（2020年1月9日配信）
  - Argonavis×GYROAXIA CD「VOICE/MANIFESTO」収録ボイスドラマ「Argonavis×GYROAXIA」（2020年1月15日発売）
  - テレビアニメ「アルゴナビス from BanG Dream!」放送後ボイスドラマ：AFTER/ANOTHER STORY（2020年4月11日から配信 #5〜#8、#11）
  - アルゴナビス from BanG Dream! アニメ放映記念全店フェア in アニメイト 特典ドラマCD収録ボイスドラマ GYROAXIA（2020年4月28日より配布）
  - ARGONAVIS 3rd LIVE CROSSING "Sound Only Live" 幕間ボイスドラマ（DAY1:2020年4月28日、DAY2:4月29日、DAY3:6月14日配信）
  - ARGONAVIS SOL DAY3 ボイスドラマ#0（2020年6月5日配信）
  - GYROAXIA 1st Single「SCATTER」収録ボイスドラマ「頂点への選択」（2020年6月10日発売）
  - バンドリ！＆スタァライト展 in Gallery AaMo 入場特典ミュージックカード収録ボイスドラマ（2020年7月4日より配布）
  - ボイスドラマ GYROAXIA ONLINE LIVE -IGNITION- PREQUEL（#01:2020年9月10日、#02:9月11日配信）
  - GYROAXIA ONLINE LIVE -IGNITION- 幕間ボイスドラマ（2020年9月12日配信）
  - ボイスドラマ GYROAXIA ONLINE LIVE -IGNITION- SEQUEL（2020年9月12日配信）
  - Gibson Matoba Wataru SG Standard Bass 特典CD「はじまりのベース」（2020年10月発売）
  - あるごはん -ARGOHAN- ｢里塚賢汰による筑前煮｣（2020年11月15日配信）
  - アルゴナビス GYROAXIA ドラマ「S-SOL -PREFACE-｣（2020年11月29日配信）
  - アルゴナビス 目醒めの王者 ボイスコミック（2020年11月29日配信）
  - アルゴナビス キミが見たステージへ 最終章ボイスドラマ Argonavis「紺碧の星」（2025年2月23日配信）
  - アルゴナビス キミが見たステージへ 最終章ボイスドラマ GYROAXIA「緋色の燎」（2025年3月8日配信）
- 青山オペレッタ - 南雲朝斗 役
  - 「メッザチームソング＆ドラマCD」収録ボイスドラマ（全4話、2024年2月7日発売）

### 音楽活動（ソロ）
- ファーストマキシシングル「with」CD発売（2013年12月25日） ※オリジナル曲「with you」「miss」「掌」収録。作詞も務める。
- 文化放送主催「全国ふるさとフェア2015 アーティストライブ」出演（2015年11月1日、横浜赤レンガ倉庫イベント広場（神奈川））
- ライブイベント「circle」出演（2015年12月15日、渋谷 club asia） ※「EMBLEM with 橋本真一」として参加
- ソロライブ「S-LIVE vol.1」開催（2018年9月2日、天王洲KIWA）
- BUCKS THE AFTER PARTY 2DAYS ゲスト出演（2018年9月9日、渋谷LUSH）
- ソロライブ「S-LIVE by SEチャンネル」開催（2019年6月29日、アレイホール）
- 宮内 告典 Summer live 2022 ゲスト出演（2022年7月13日、shibuya gee-ge.）
- Vの秘密基地-LIVE- Season2 #6 ゲスト出演（2023年3月28日、VALSHE主催配信ライブ）
- 品川プリンスホテル「COUNTDOWN PARTY 2024 Make a Brand New Smile」出演（2023年12月31日 - 2024年1月1日、マクセルアクアパーク品川）
- 楽曲カード「ハッピーバースデー」発売（2024年10月14日） ※オリジナル曲。作詞作曲も務める。
- BUCKSライブ 『BUCKSCAPE』 - KENT YAMAGUCHI BIRTDAY PARTY - ゲスト出演（2024年10月26日、渋谷GUILTY）
- 音楽朗読劇「銀河鉄道の夜を、また」-2025- 主題歌（2025年2月13日劇場にて公開・ダウンロードカード発売） ※輝山立との歌唱
- 未収録オリジナル曲一覧 ※ライブなどで披露したもの。作詞作曲も務める。
  - 僕へのyell
  - 零れ桜
  - 雪花火
  - ひまわり
  - ここから

※その他、イベントや配信で歌唱及びアコースティックギターによる弾き語りを披露している。

### 音楽活動（GYROAXIA）
※原則としてキャラクター（里塚賢汰）としての出演。ライブ本編中はキャラクター、アンコールではキャスト本人という形で出演する場合も多い。演奏は基本エレキギターだが、稀にアコースティックギターや歌唱も披露している。
- BanG Dream! Argonavis 2nd LIVE 「VOICE -星空の下の約束-」※シークレットゲスト（2019年12月5日、TOKYO DOME CITY HALL）[107]
- ARGONAVIS 3rd LIVE「CROSSING」（2020年4月28日・29日予定、舞浜アンフィシアター） ※公演延期[51]
- Animelo Summer Live 2020 -COLORS-（2020年8月29日予定、さいたまスーパーアリーナ） ※公演延期[51]
- GYROAXIA ONLINE LIVE -IGNITION-（2020年9月12日、オンライン）[112]
- ARGONAVIS AAside ライブ・ロワイヤル・フェス2020（2020年10月10日、東京ガーデンシアター）[113]
- BUSHIROAD ROCK FESTIVAL 2021（2021年2月6日・7日予定、武蔵野の森総合スポーツプラザ） ※公演延期[51][114]
- トーク＆スタジオLIVE「GYROAXIA ずっと練習中」（2021年2月7日、オンライン） ※本人として出演
- ARGONAVIS 3rd LIVE「CROSSING」振替公演（2021年3月12日・13日、パシフィコ横浜国立大ホール）[107]
- アルゴナビス Acoustic Tour 2021 -Spring Session-（2021年4月17日、ダイヤモンドホール（愛知）） ※本人として個人でゲスト出演
- ARGONAVIS LIVE 2021 JUNCTION A-G（2021年5月30日、富士急ハイランドコニファーフォレスト）[115]
- テレビ朝日 夏のデジタルチャレンジ 六本木えんにち〜夏夜語り〜（2021年8月14日、オンライン） ※本人として出演
- Animelo Summer Live 2021 -COLORS-（2021年8月28日、さいたまスーパーアリーナ）[116]
- GYROAXIA LIVE 2021 -火花散ル-（2021年9月26日、Zepp Sapporo）[117]
- ARGONAVIS LIVE 2021 COVER FESTIVAL（2021年10月5日、KT Zepp Yokohama）[118]
- ARGONAVIS LIVE 2022 1st SHOW ARGONAVIS LIVE 2022 COVER FESTIVAL mini、2nd SHOW from ARGONAVIS 1st LIVE -始動-（2022年1月2日、パシフィコ横浜）[119]
- GYROAXIA SECRET MINI LIVE（2022年6月26日、渋谷ストリームホール） ※本人として出演
- GYROAXIA TOUR 2022 -Freestyle-（2022年8月6日 - 9月3日）[120]
  - 宮城（8月6日・7日、仙台GIGS）
  - 大阪（8月13日、なんばHatch）
  - 愛知（8月14日、アイプラザ豊橋）
  - ツアーファイナル・東京（9月3日、TOKYO DOME CITY HALL）
- Animelo Summer Live 2022 -Sparkle-（2022年8月28日、さいたまスーパーアリーナ）[121]
- from ARGONAVIS 2nd LIVE -Rezonance-（2023年1月7日、TOKYO DOME CITY HALL）[122]
- BUSHIROAD ROCK FESTIVAL 2023（2023年5月27日、富士急ハイランドコニファーフォレスト）
- GYROAXIA LIVE TOUR 2023 KICK-START（2023年8月12日 - 8月26日）
  - 宮城（8月12日・13日、仙台GIGS）
  - 福岡（8月18日、Zepp Fukuoka）
  - 愛知（8月20日、Zepp Nagoya）
  - 大阪（8月26日、Zepp Namba）
- Argonavis × GYROAXIA LIVE 2023 スタートライン × KICK-START（2023年9月8日、LINE CUBE SHIBUYA）
- from ARGONAVIS × バンドやろうぜ！ SPECIAL LIVE - CROSSOVER –（2024年1月5日、TOKYO DOME CITY HALL）
- GYROAXIA REVIVAL LIVE -IGNITION-（2024年4月27日、Zepp Shinjuku）
- from ARGONAVIS LIVE 2025 - Chaotic Stage - （2025年2月2日、日比谷公園大音楽堂）
- GYROAXIA × ASH DA HERO SPECIAL LIVE 2025 - Turn it up! - （2025年4月13日、LINE CUBE SHIBUYA）
- from ARGONAVIS 7th Anniversary LIVE - Seventh Heaven - （2025年5月1日、豊洲PIT）
- GYROAXIA LIVE 2025 - FANFARE - （2025年8月2日予定、立川ステージガーデン）

### キャラクターソング
- from ARGONAVIS - 里塚賢汰 from GYROAXIA
  - 「STORM」（Blu-ray「舞台「ARGONAVIS the Live Stage2 〜目醒めの王者と恒星のプログレス〜」特典CD収録、2023年6月28日発売）
- 戦国 A LIVE - 明智光秀 役
  - 明智光秀（ソロ）
    - 「ESCAPE（Cover）」（2023年6月14日配信開始、ミニアルバム「第1回戦国歌合戦 黒組」収録）

  - TRY△NGLE（明智光秀・織田信長・前田利家のユニット）
    - 「どうにもとまらない（Cover）」（2023年6月14日配信開始、ミニアルバム「第1回戦国歌合戦」収録）

  - Night Fly（明智光秀・片倉小十郎・真田幸村のユニット）
    - 「フライディ・チャイナタウン（Cover）」（2023年11月1日配信開始）

  - コンフィデンシャル（明智光秀・石田三成のユニット）
    - 「ロンリー・チャップリン（Cover）」（2024年5月3日配信開始）

  - 戦国 A LIVE（ユニット）
    - 「光る時」（2023年6月14日配信開始）
    - 「此の夜のムコウ」（2023年6月14日配信開始）
    - 「TRAIN-TRAIN（Cover）」（2023年6月14日配信開始）
    - 「燦然と咲えば」（2024年6月14日配信開始）
- 青山オペレッタ - 南雲朝斗 役
  - チーム「メッザ」
    - 「流転相克」（「メッザチームソング＆ドラマCD」収録、2024年2月7日発売）
    - 「神なき世界で」（「メッザチームソング＆ドラマCD」収録、2024年2月7日発売）

### CD・楽曲配信
※上記キャラクターソング以外を記載。
- ミュージカル『テニスの王子様』 青学vs立海 CD（2012年5月23日発売）
- ミュージカル『テニスの王子様』 青学vs立海 CD（2012年12月26日発売）
- ミュージカル『テニスの王子様』コンサート SEIGAKU Farewell Party CD（2013年2月6日発売）
- ミュージカル『テニスの王子様』WE ARE ALWAYS TOGETHER（2013年4月24日CD発売）
- 橋本真一ファーストマキシシングル「with」（2013年12月25日CD発売）
- 舞台「ソングドリーマーズ☆」オリジナルCD（2015年発売）
- FC限定CD「僕へのyell」（2018年11月18日限定販売、ライブ音源）
- 『僕のヒーローアカデミア』The “Ultra” Stage オリジナルサウンドトラック（2020年3月6日発売）
- 『僕のヒーローアカデミア』The “Ultra” Stage 本物の英雄 オリジナルサウンドトラック（2020年8月5日発売）
- 『あんさんぶるスターズ！THE STAGE』-Track to Miracle- 「Track to Miracle」（2022年3月23日配信開始）
- 『あんさんぶるスターズ！THE STAGE』-Witness of Miracle- 「Track to Miracle 〜For all witnesses〜」（2022年11月7日配信開始）
- 劇団『ドラマティカ』ACT3／カラ降るワンダフル！Sound Collection（2024年7月24日発売・配信開始）
- オリジナル曲「ハッピーバースデー」（2024年10月14日ダウンロードカード発売）
- 音楽朗読劇「銀河鉄道の夜を、また」-2025- 主題歌（2025年2月13日ダウンロードカード発売）

### 写真集・カレンダー・DVD
- 橋本真一ミニフォトブック【Blond's】（2014年7月13日発売）
- ミュージカル『テニスの王子様』2nd Season Memories（2014年11月14日発売）
- 橋本真一ミニフォトブック「SHINICHI IN SHANGHAI」（2019年6月29日限定販売）
- 伊藤摩美 個展みたいなの2 フォトブック（2019年11月20日発売、限定販売）
- フォトブック『Wizards Storia』 vol.1（2021年4月21日発売）
- ARGONAVIS LIVE PHOTO ALBUM 0-1st（2021年11月19日発売）
- 橋本真一2022年カレンダー（2021年12月発売）
- 橋本真一フォトブック「circle」（2022年7月9日発売）
- 橋本真一2023年カレンダー（2022年12月発売）
- 橋本真一フォトブック [square] （2023年5月発売）
- 橋本真一フォトブック －閃光－ （2023年9月2日発売）
- 橋本真一FCイベント「S-home vol.3」オリジナルフォトブック【Re:start】（2023年12月17日発売）
- 橋本真一フォトブック －陽光－ （2023年12月発売）
- 橋本真一2024年4月始まりカレンダー（2024年2月17日発売）
- 橋本真一フォトブック「瞬」（2024年8月18日発売）
- 橋本真一2025年4月始まりカレンダー（2025年3月発売）
- 「橋本真一in沖縄」DVD（2025年7月12日発売）

### 展示会
- MESSIAH FIRST EXHIBITION（2017年6月、GALLERY X BY PARCO） ※舞台写真などの展示
- 伊藤摩美 個展みたいなの2（2019年11月、Free entrance DESIGN FEST GALLRY HARAJUKU GALLERY EAST 302） ※写真モデル
- ESP Museum × from ARGONAVIS GYROAXIA Museum（2022年4月 - 5月、ESP Museum） ※楽器・衣装などの展示
- ARGONAVIS LIVE EXHIBITION 22-23（2023年3月 - 4月、六本木BIGHOUSE） ※ライブ写真などの展示
- PLAYLANDART展 YOU KNOW WHAT ?（2025年4月、 代官山ヒルサイドテラス（東京）・TSUTAYA BOOKSTORE マークイズ福岡ももち（福岡））※アート作成・展示

### 個人イベント
- 橋本真一ファンクラブ発足記念&バースディイベント『S-cafe 1st』（2012年10月7日、CBGKシブゲキ!!）
- 橋本真一ファンクラブイベント『S-cafe 2nd』（2013年7月15日、shibuya 7th FLOOR）
- 橋本真一ファンクラブイベント『S-cafe 3rd』（2013年10月27日、AGGRE BAR AND GRILL（大阪））
- 橋本真一プロデュース「ミニフォトブック【Blond's】」発売記念イベント（2014年7月13日、Cafe&bar marquee／7月21日、Albino（大阪））
- 橋本真一ファンクラブイベント『S-cafe 4th』（2015年10月10日、ITABASHI marquee）
- ☆橋本真一ミニトークショー 〜少し、僕と話しませんか？〜☆ ※舞台千秋楽同日に開催するアフタートーク
  - 初回（遙かなる時空の中で6）（2015年12月6日、TKP新宿カンファレンスセンター カンファレンスルーム6A）
  - vol.「終わりのセラフ」（2016年2月11日、T's渋谷アジアビル会議室B101）
  - vol.「悪党」（2016年4月17日、居酒屋かふぇ じっこ）
  - vol.「bare」（2016年7月9日、DEXI studio）
  - vol.「RANGER」（2016年10月23日、J.VIGO）
  - vol.「スペリング・ビー」（2016年12月11日、KAIDO books & coffee）
  - vol.「遙かなる時空の中で6 幻燈ロンド」（2017年5月10日、TKP新宿ビジネスセンター 11Fスカイ会議室）
- 橋本真一ファンクラブイベント『S-cafe 5th 〜27thバースディ晩餐会〜』（2016年10月23日、J.VIGO）
- 橋本真一ファンクラブイベント『S-cafe 6th』〜FC5周年感謝祭〜（2017年10月8日、代官山NOMAD）
- 橋本真一ソロライブ「S-LIVE vol.1」（2018年9月2日、天王洲KIWA）
- 橋本真一ファンクラブ S-withイベント「S-cafe 7th 〜Last 20's〜」（2018年11月18日、GOBLIN.代官山店）
- 橋本真一トークイベント 「しんいちの Excelsior Space」（2019年5月11日、ATTiC Conference 6F）
- 橋本真一ソロライブ「S-LIVE by SEチャンネル」（2019年6月29日、アレイホール）
- 橋本真一 30th BIRTHDAYイベント「the Last to the First」（2019年10月5日、A&Hホール（大阪）／10月14日、Mt.RAINIER HALL SHIBUYA PLEASURE PLEASURE（東京））
- S-withオンライン（2020年8月15日）※ファンクラブ会員限定のZoomによる生配信イベント
- 橋本真一オンラインファンイベントSTEP（2020年8月22日） ※Zoomによる生配信イベント
- 橋本真一FC限定配信イベント「S-home」（2020年10月17日） ※ツイキャスによる生配信イベント
- 橋本真一オンラインイベント「S-home」vol.2（2021年4月1日） ※ツイキャスによる生配信イベント。一部FC限定
- 橋本真一 10th Anniversary〜from here〜（2021年12月17日） ※ツイキャスによる生配信イベント。一部FC配信
- 橋本真一フォトブック「circle」発売記念イベント（お渡し会：2022年7月9日、Glade Park／お話し会：7月10日、オンライン）
- 橋本真一フォトブック－閃光－ 発売記念お渡し会（2023年9月2日・3日、ホテルモントレ半蔵門 大宴会場「瑠璃」）
- 橋本真一FCイベント『S-home vol.3』（2023年12月17日、東京証券会館ホール）
- 橋本真一2024年4月始まりカレンダーお渡し会＆ミニトークショー（2024年2月13日、自由学園明日館講堂）
- 橋本真一フォトブック「瞬」発売記念イベント（2024年8月17日、HMV心斎橋（大阪）／8月31日、HMVエソラ池袋（東京））
- 橋本真一フォトブック「瞬」リリース記念イベント（2024年8月18日、朝日生命ホール（大阪）／9月1日、つつじホール（東京））
- 橋本真一 35th バースデーイベント（2024年10月14日、浜離宮朝日ホール 小ホール）
- 橋本真一2025年4月始まりカレンダー発売記念イベント（2025年3月30日、HMV心斎橋（大阪）／4月6日、HMV渋谷（東京））
- 橋本真一DVD発売記念上映＆トークショー（2025年7月12日、ドルチェ・アートホール Osaka（大阪）／7月27日、秋葉原UDXシアター（東京））
- 橋本真一DVD発売記念イベント（2025年7月13日、HMV心斎橋（大阪）／2025年7月26日、HMV渋谷（東京））

### 個人番組
- 橋本真一の「Shinichi Excelsior Channel」（2016年12月 - 2020年8月、ニコニコ生放送 レギュラー番組）
- 橋本真一の「陽だまりチャンネル」（2020年10月 - 2023年12月、ニコニコ生放送 レギュラー番組）
- 橋本真一のひだまりカフェ（2024年7月開始、ニコニコチャンネルプラス レギュラー番組）